# Susanne Wieseler

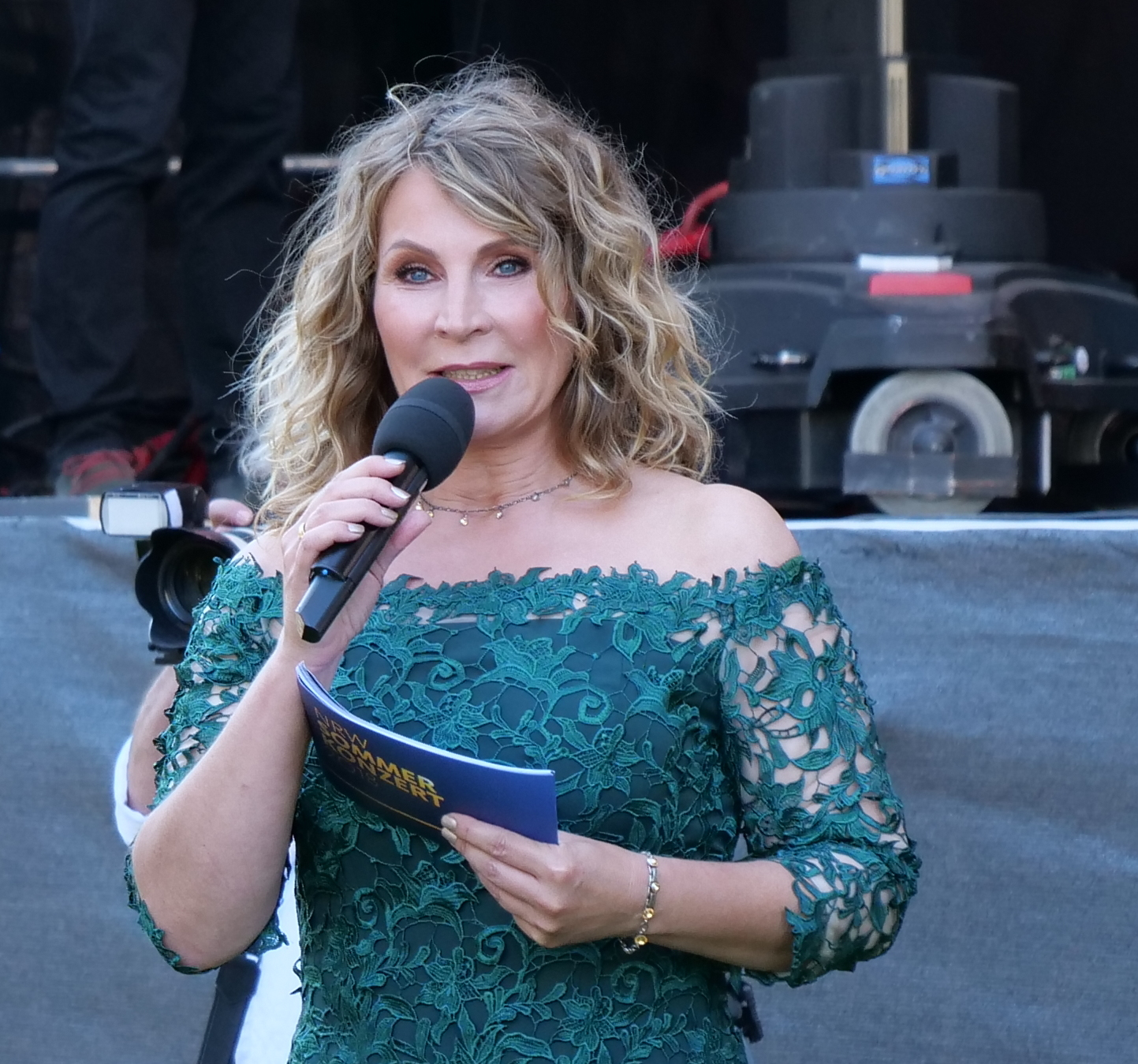
Susanne Wieseler beim Sommerkonzert der Landesregierung von NRW 2018

Susanne Wieseler, geborene Susanne Herwig (* 1969 in Essen) ist eine deutsche Fernsehmoderatorin, Journalistin, Filmemacherin und Autorin.

## Leben
Wieseler ist die Tochter eines Bergmanns und hat einen Bruder. Nach dem Besuch des Gymnasiums, das sie mit einem Einser-Abitur abschloss, studierte sie an der Technischen Universität Dortmund Journalistik. Später nahm sie noch Volkswirtschaftslehre dazu. Sie schrieb danach Reportagen für die Westfalenpost und die kleine Ruhr Zeitung. Ihr Volontariat als Journalistin führte sie zur Deutschen Welle. Später wechselte sie als Reporterin und Moderatorin zum WDR in Köln. Außerdem machte sie Reportagen für die Deutsche Presse-Agentur in Bonn.
Von 1994 bis 1995 moderierte Wieseler für das ZDF die Jugendsendung Doppelpunkt. Dadurch kam sie erstmals mit dem Fernsehen in Kontakt. Sie arbeitete dann in der ZDF-Redaktion Innenpolitik. Beim WDR moderierte sie die Lokalzeit aus Köln und ab 1999 die Aktuelle Stunde. Sie hat mehrere Filme über gesellschaftlich relevante Themen produziert.
Sie ist verheiratet, hat einen Sohn und eine Tochter. Mit ihrer Familie wohnt sie in Köln.

## Veröffentlichungen
- Einfach Kinder kriegen: Wie Familie glücklich macht. Ullstein Verlag, 2006, ISBN  978-3548368931